# Route nationale 595
Die N595 war von 1933 bis 1973 eine französische Nationalstraße, die zwischen Rodez und Les Vignes verlief. Ihre Länge betrug 68 Kilometer. 1973 übernahm die N88 den Abschnitt zwischen Rodez und Sévérac-le-Château.